# Ульссон, Элиас
Элиас Оскар Ульссон (швед. Elias Oskar Olsson; род. 23 апреля 2003, Арлёв, Сконе) — шведский футболист, защитник клуба «Кальмар».

## Клубная карьера
В 2017 году попал во взрослую команду «Хусие». В её составе 8 апреля в возрасте 13 лет дебютировал в пятом шведском дивизионе. В ноябре 2018 года подписал контракт с «Кальмаром». Соглашение вступало в силу с лета 2019 года. До этого времени выступал за «ИФК Мальмё» во втором дивизионе.
12 апреля 2021 года дебютировал за основной состав «Кальмара» в матче чемпионата Швеции с «Эстерсундом». Ульссон вышел на поле в стартовом составе и провел на поле все 90 минут.
31 августа 2021 года перешёл на правах аренды в нидерландский «Гронинген».

## Карьера в сборной
В 2019 году выступал за юношескую сборную Швеции на товарищеском турнире четырёх стран. Дебютировал за сборную 10 мая в игре со сборной Парагвая.

## Клубная статистика
| Выступление      | Выступление      | Выступление      | Лига | Лига | Кубки | Кубки | Конт. кубки | Конт. кубки | Итого | Итого |
| Клуб             | Лига             | Сезон            | Игры | Голы | Игры  | Голы  | Игры        | Голы        | Игры  | Голы  |
| ---------------- | ---------------- | ---------------- | ---- | ---- | ----- | ----- | ----------- | ----------- | ----- | ----- |
| Кальмар          | Аллсвенскан      | 2021             | 5    | 0    | 4     | 0     | 0           | 0           | 9     | 0     |
| Кальмар          | Итого            | Итого            | 5    | 0    | 4     | 0     | 0           | 0           | 9     | 0     |
| Всего за карьеру | Всего за карьеру | Всего за карьеру | 5    | 0    | 4     | 0     | 0           | 0           | 9     | 0     |